# Seongbuk-gu

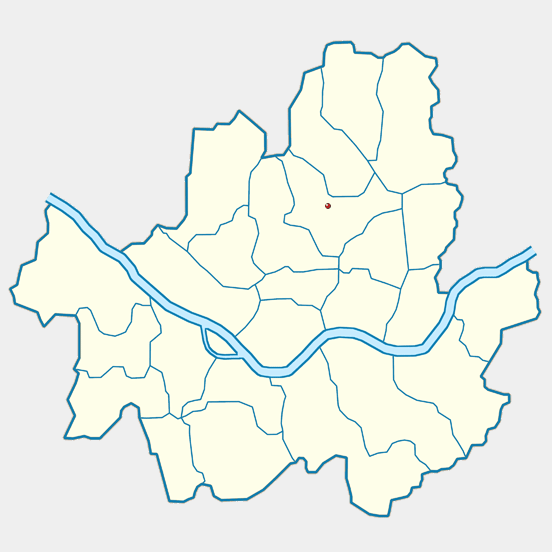
Situation dans Séoul

Seongbuk-gu (hangul : 성북구 ; hanja : 城北區)) est un arrondissement (gu) de Séoul situé au nord du fleuve Han.  

## Quartiers
Seongbuk est divisé en quartiers (dong) :
- Anam-dong (안암동 安岩洞)
- Bomun-dong (보문동 普門洞)
- Donam-dong (돈암동 敦岩洞) 1∼2
- Dongseon-dong (동선동 東仙洞) 1∼2
- Dongsomun-dong (동소문동 東小門洞)
- Gireum-dong (길음동 吉音洞) 1∼3
- Jangwi-dong (장위동 長位洞) 1∼3
- Jeongneung-dong (정릉동 貞陵洞) 1∼4
- Jongam-dong (종암동 鍾岩洞) 1∼2
- Samseon-dong (삼선동 三仙洞) 1∼2
- Sangwolgok-dong (상월곡동 上月谷洞)
- Seokgwan-dong (석관동 石串洞) 1∼2
- Seongbuk-dong (성북동 城北洞) 1∼2
- Wolgok-dong (월곡동 月谷洞) 1∼4동
  - Hawolgok-dong (하월곡동 下月谷洞), beopjeong-dong administered by the haengjeong-dong offices of Wolgok 1 ~2 dong